# Райденхаузен
Райденхаузен (нем. Reidenhausen) — община в Германии, в земле Рейнланд-Пфальц. 
Входит в состав района Кохем-Целль. Подчиняется управлению Целль (Мозель).  Население составляет 183 человека (на 31 декабря 2010 года). Занимает площадь 2,06 км².